# Глава Императорского дома Бразилии
Глава Императорского дома Бразилии — должность, занимаемая главой бывшей бразильской императорской семьи. После провозглашения Бразильской республики 15 ноября 1889 года. Нынешний глава — Бертран де Орлеан-Браганса.
После изгнания последнего императора Педро II и отмены всех дворянских титулов в Конституции Бразилии 1891 года он служит для обозначения предполагаемого наследника ныне не существующего императорского престола Бразилия и династия Браганса.

## Фон
Бразильские монархисты утверждают, что, поддерживая логику, установленную Конституцией Бразилии 1824 года, этот титул будет уважать линию суверенитета ius sanguinis, унаследованную первым сыном, прямым потомком Педру I, и, в отсутствие этого, от первой дочери Если бы обладательница титула была потомком бразильской императорской семьи, титул никогда не перешёл бы к её мужу, который стал бы главным супругом. Так было с Изабель дель Бразил (дочерью Педру II), в 1864 году вышедшей замуж за Гастона Орлеанского, графа Эу.
Так же, как это случилось с бразильскими императорами, когда они были возведены на престол, первенец главы бразильского императорского дома получил бы титул императорского принца Бразилии, а второй в линии преемственности получил бы титул принца Грао-Пара, при соблюдении соответствующих последовательных преференций. После смерти Педру II в 1891 году Главе Императорского Дома было оказано лечение Его Императорского и Королевского Высочества Принца Бразилии и Принца Орлеанского и Брагансского. Этот последний титул происходит от династических прав Гастона Орлеанского, который был частью французской королевской семьи.
Как и в случае с бывшими императорами Бразилии, глава императорского дома должен был сохранять своё бразильское гражданство, что могло означать препятствие для брака с иностранным династическим главой дома, вынуждающее его супругу принять соответствующее гражданство.

## Последовательные строки
Вопрос о престолонаследии в 1908 году вызвал споры между потомками бразильской императорской семьи. Некоторые бразильские монархисты считают, что права на бразильский императорский дом должны принадлежать ветви Вассура, состоящей из потомков Людовика Бразильского, второго сына Изабеллы. В этой династической линии титул последовательно унаследовали бы Педро Энрике (1921—1981), как первенец Луиса Марии Филипе, а затем Луис Гастао, как первенец Педро Энрике (с 1981).
Их оппоненты считают, что сменить Изабеллу Бразильскую во главе императорского дома должен был её старший сын Педро де Алькантара д’Орлеанский и Браганса. Они полагали, что отречение Педро де Алькантара в результате его морганатического брака с графиней Элизабет де Добженич было вызвано скорее обычаем, чем строгим законом, поэтому он мог восстановить свой вариант первородства. После его смерти в 1940 году филиал Петрополиса последовательно возглавляли его сын Педро Гастао (до 2007 года) и его внук Педро Карлос де Орлеан и Браганса.
Вне двух основных ветвей существует третья династическая линия, Саксен-Кобург и Браганса, потомки Леопольдины де Браганса, младшей сестры Изабеллы. Замужем за Луисом Аугусто Саксен-Кобург-Готским, только одна внучка Леопольдины, Тереза Кристина, сохранила бразильское гражданство, но заключила неравный брак с австрийским бароном Ламоралом фон Таксисом. Первенец, Карлос Тассо, нынешний глава дома Саксен-Кобург и Браганса, хочет восстановить свои династические права, полагаясь на то же требование, сделанное Петрополисом в отношении недееспособности морганатических браков.